# Eleccions generals de Moçambic de 1994
Les eleccions generals de Moçambic de 1994 van tenir lloc el 27 i 29 d'octubre de 1994. Foren les primeres eleccions multipartidistes realitzades a Moçambic, després dels acords de pau signats a Roma en 1992. Entre el 27 i el 29 d'octubre de 1994 foren elegits el President de la República i l'Assemblea de la República. Un total de 6.148.842 electors foren recensats i d'aquests van participar un 87,9%. Com a resultat, el president sortint Joaquim Chissano (president del partit FRELIMO) fou reelegit després de la primera volta amb el 53,3% dels vots, distant drl principal concurrent, el dirigent del partit RENAMO, Afonso Dhlakama amb el 33,7% i el 13% foren dividits entre els 10 candidats restants.
El resultat fou més equilibrat a les eleccions legislatives, on el partit FRELIMO aconseguí la majoria absoluta de membres (129 entre 250) amb el 44,3% dels vots. La RENAMO aconseguí 112 escons amb el 37,8% dels vots i l'únic altre partit representat fou la União Democrática amb 9 escons.

## Eleccions presidencials
| Candidat            | Partit           | Vots      | %     |
| ------------------- | ---------------- | --------- | ----- |
| Joaquim Chissano    | FRELIMO          | 2.633.740 | 53,30 |
| Afonso Dhlakama     | RENAMO           | 1.666.965 | 33,73 |
| Wehia Ripua         | PADEMO           | 141,905   | 2.87  |
| Carlos Reis         | UNAMO            | 120.708   | 2,44  |
| Máximo Dias         | MONAMO-PMSD      | 115,442   | 2.34  |
| Campira Momboya     | PACODE           | 58.848    | 1,19  |
| Yaqub Sibindy       | PIMO             | 51.070    | 1,03  |
| Domingos Arouca     | FUMO-PCD         | 37.767    | 0,76  |
| Carlos Jeque        | Independent      | 34.588    | 0,70  |
| Casimiro Nhamitambo | SOL              | 32.036    | 0.65  |
| Mário Machel        | Independent      | 24,238    | 0,49  |
| Padimbe Kamati      | PPPM             | 24.208    | 0,49  |
| Vots nuls/blancs    | Vots nuls/blancs | 461.425   | -     |
| Total               | Total            | 5.402.940 | 100   |

## Eleccions legislatives
| Partit                                                                    | Vots      | %     | Escons |
| ------------------------------------------------------------------------- | --------- | ----- | ------ |
| FRELIMO                                                                   | 2.115.793 | 44,33 | 129    |
| RENAMO                                                                    | 1.803.506 | 37,78 | 112    |
| União Democrática-UD                                                      | 245.793   | 5,15  | 9      |
| Aliança Patriótica                                                        | 93.031    | 1,95  | 0      |
| Partido Social-Liberal e Democrático (SOL)                                | 79.622    | 1,67  | 0      |
| Frente Unida de Moçambique-Partido de Convergência Democrática (FUMO-PCD) | 66.527    | 1,39  | 0      |
| Partido da Convenção Nacional (PCN)                                       | 60.635    | 1,27  | 0      |
| Partit Independent de Moçambic (PIMO)                                     | 58.590    | 1,23  | 0      |
| Partido do Congresso Democrático (PACODE)                                 | 52.446    | 1,10  | 0      |
| Partido para o Progresso do Povo de Moçambique (PPPM)                     | 50.793    | 1,06  | 0      |
| Partido Renovador Democrático (PRD)                                       | 48.030    | 1,01  | 0      |
| Partido Democrático de Moçambique (PADEMO)                                | 36.689    | 0,77  | 0      |
| União Nacional Moçambicana (UNAMO)                                        | 34.809    | 0,73  | 0      |
| Partido Trabalhista (PT)                                                  | 26.961    | 0,56  | 0      |
| Vots nuls/blancs                                                          | 630.974   | -     | -      |
| Total                                                                     | 5.404.199 | 100   | 250    |